# Amélie Cossard
Pour les articles homonymes, voir Cossard.
Amélie Cossard connue comme Mlle Cossard, née au XVIIIe siècle probablement à Troyes et morte au XIXe siècle, est une peintre française.

## Biographie
Née au XVIIIe siècle, elle est la nièce et l'élève de Jean Cossard,. Active à Troyes, durant la 1re moitié du XIXe siècle ses sujets comporte des fleurs et des fruits, le musée de Troyes en garde plusieurs exemplaires.